# 南明行政區劃
南明行政區劃是南明政权的行政區劃。其控制范围前后变化很大，明朝其他地区先后被清朝控制。
- 弘光政权行政區劃：

1. 南直隶，都城应天府。
2. 浙江承宣布政使司
3. 福建承宣布政使司
4. 江西承宣布政使司
5. 广东承宣布政使司
6. 广西承宣布政使司
7. 云南承宣布政使司
8. 贵州承宣布政使司
9. 四川承宣布政使司，大部为大西政权控制
10. 湖广承宣布政使司，西北为大顺政权控制
11. 河南承宣布政使司，西部为大顺政权控制

- 唐王政权行政區劃：

1. 福京，都城天兴府。
2. 广东承宣布政使司，绍武帝都城在广州府。
3. 浙江承宣布政使司
4. 江西承宣布政使司
5. 广西承宣布政使司
6. 云南承宣布政使司
7. 贵州承宣布政使司
8. 四川承宣布政使司，大部为大西政权控制
9. 湖广承宣布政使司，湖北为清朝控制

- 永历政权行政區劃：

1. 广东承宣布政使司，1646年—1647年，1647年—1650年属南明，永历帝都城在肇庆府（1646年—1647年，1648年—1650年）。
2. 湖广承宣布政使司，湖南1646年—1647年，1648年—1649年属南明，永历帝都城在奉天府（武冈州）（1647年）。
3. 广西承宣布政使司，1646年—1651年，1652年—1656年属南明，永历帝都城在桂林府（1647年—1648年）、南宁府（1648年，1650年—1651年）、梧州府（1650年）。
4. 贵州承宣布政使司，1646年—1657年属南明，永历帝都城在安龙府（1652年—1656年）。
5. 云南承宣布政使司，1646年—1659年属南明，永历帝都城在滇京雲興府（1656年—1659年）。
6. 四川承宣布政使司，1646年—1658年属南明
7. 江西承宣布政使司，1648年—1649年属南明
8. 山西承宣布政使司，1649年—1650年，姜瓖反正属南明

- 明郑行政區劃：
  - 明鄭時期行政區劃